# Zentrale Kommission für Staatliche Kontrolle
Die Zentrale Kommission für Staatliche Kontrolle (ZKK) war ein Exekutivorgan der SED in der Deutschen Demokratischen Republik. Sie wurde am 29. Mai 1948 durch die Deutsche Wirtschaftskommission in der sowjetischen Besatzungszone gegründet und 1963 in die Arbeiter-und-Bauern-Inspektion (ABI) umgewandelt.

## Geschichte
Konzipiert war die ZKK als Kontrollorgan der Planwirtschaft. Recht bald widmete sie sich vor allem verschiedenen Formen von Wirtschaftskriminalität, so z. B. den Kompensationsgeschäften, in die neben den Verwaltungen und der SED zum Teil auch die SMAD verwickelt war. Die ZKK übernahm eigentlich Aufgaben, die nur der Justiz zustanden. Die Justiz war aber Ende der 1940er Jahre noch nicht von der SED dominiert. Zudem arrangierte die ZKK Schauprozesse gegen die Privatwirtschaft und Genossenschaften, so z. B. gegen die Continental-Gas-Gesellschaft (Affäre Conti), Solvay und andere.
Die frühere ZKK (1948–1949 Zentrale Kontrollkommission bei der DWK) und spätere ZKSK (1949–1963) war ein zentrales staatliches Organ im Range eines Ministeriums, das auf eigene Initiative, im Auftrag von Partei- und Staatsorganen oder auf Grund von Hinweisen oder Beschwerden von Bürgern Kontrollen im Staats- und Wirtschaftsapparat durchführte. Vor allem in den ersten Jahren erfolgten in Abstimmung mit der Führung der SED auch direkte Eingriffe in die Strafverfolgung und Rechtsprechung. Der Zentrale nachgeordnet waren Landeskontrollkommissionen bzw. Bevollmächtigte in den Bezirken sowie Kreiskontrollbeauftragte, Beauftragte in volkswirtschaftlichen Schwerpunkten und ehrenamtliche Volkskontrollausschüsse. Von Kontrollen der ZKSK ausgenommen waren die Verantwortungsbereiche der Ministerien für Staatssicherheit, Nationale Verteidigung und Auswärtige Angelegenheiten sowie die SED und die Blockparteien. An den Apparat der ZKSK knüpfte die 1963 gebildete Arbeiter-und-Bauern-Inspektion an (DC 14).
Vorsitzende der Zentralen Kommission für Staatliche Kontrolle waren:
- 1948–1958: Fritz Lange
- 1958–1961: Ernst Wabra
- 1961–1963: Hans Jendretzky